# Strmac (Bośnia i Hercegowina)
Strmac (cyr. Стрмац) – wieś w Bośni i Hercegowinie, w Republice Serbskiej, w gminie Rogatica. W 2013 roku liczyła 17 mieszkańców.